# Liste der Biografien/Martin, W
Liste der Biografien |
Portal Biografien |
W Personensuche
# |
A |
B |
C |
D |
E |
F |
G |
H |
I |
J |
K |
L |
M |
N |
O |
P |
Q |
R |
S |
T |
U |
V |
W |
X |
Y |
Z |
?
 
Ma |
Mb |
Mc |
Md |
Me |
Mf |
Mg |
Mh |
Mi |
Mj |
Mk |
Ml |
Mm |
Mn |
Mo |
Mp |
Mq |
Mr |
Ms |
Mt |
Mu |
Mv |
Mw |
Mx |
My |
Mz
 
Maa |
Mab |
Mac |
Mad |
Mae |
Maf |
Mag |
Mah |
Mai |
Maj |
Mak |
Mal |
Mam |
Man |
Mao |
Map |
Maq |
Mar |
Mas |
Mat |
Mau |
Mav |
Maw |
Max |
May |
Maz
 
Mara |
Marb |
Marc |
Mard |
Mare |
Marf |
Marg |
Marh |
Mari |
Marj |
Mark |
Marl |
Marm |
Marn |
Maro |
Marp |
Marq |
Marr |
Mars |
Mart |
Maru |
Marv |
Marw |
Marx |
Mary |
Marz
 
Marta |
Marte |
Marth |
Marti |
Martj |
Martl |
Martm |
Martn |
Marto |
Martr |
Marts |
Martt |
Martu |
Martw |
Marty |
Martz
 
Martia |
Martic |
Martie |
Martig |
Martik |
Martil |
Martim |
Martin |
Martir |
Martis |
Martit |
Martiu |
Martiv
 
Martin, A |
Martin, B |
Martin, C |
Martin, D |
Martin, E |
Martin, F |
Martin, G |
Martin, H |
Martin, I |
Martin, J |
Martin, K |
Martin, L |
Martin, M |
Martin, N |
Martin, O |
Martin, P |
Martin, Q |
Martin, R |
Martin, S |
Martin, T |
Martin, U |
Martin, V |
Martin, W |
Martin, Z |
Martina |
Martinb |
Martinc |
Martind |
Martine |
Marting |
Martinh |
Martini |
Martinj |
Martink |
Martino |
Martinp |
Martins |
Martinu |
Martiny |
Martinz
Die Liste der Biografien führt alle Personen auf, die in der deutschsprachigen Wikipedia einen Artikel haben. Dieses ist eine Teilliste mit 30 Einträgen von Personen, deren Namen mit den Buchstaben „Martin, W“ beginnt.

## Martin, W

### Martin, Wa
- Martin, Walden (1891–1966), US-amerikanischer Radrennfahrer
- Martin, Walt (1945–2014), US-amerikanischer Tontechniker
- Martin, Walter (1901–1985), deutscher Theater- und Filmschauspieler und Regisseur
- Martin, Walter (1911–1964), deutscher Dirigent und Professor
- Martin, Wayne (* 1955), australischer Diskuswerfer und Kugelstoßer

### Martin, We
- Martin, Werner (1920–2010), deutscher Politiker (NDPD), MdV
- Martin, Werner (* 1949), deutscher Fußballspieler

### Martin, Wh
- Martin, Whitmell P. (1867–1929), US-amerikanischer Politiker

### Martin, Wi
- Martin, Wilhelm (1876–1954), niederländischer Kunsthistoriker
- Martin, William (1767–1810), britischer Naturforscher und Paläontologe
- Martin, William (1806–1859), US-amerikanischer Kaufmann
- Martin, William († 1880), britischer Richter, erster Chief Justice of New Zealand
- Martin, William (1828–1905), französischer Segler
- Martin, William (1866–1931), US-amerikanischer Sportschütze
- Martin, William (1888–1934), Schweizer Historiker und Journalist
- Martin, William (* 2007), dänisch-irischer Fußballspieler
- Martin, William Charles Linnaeus (1798–1864), britischer Naturforscher
- Martin, William D. (1789–1833), US-amerikanischer Politiker
- Martin, William F. (* 1957), amerikanischer Botaniker und Mikrobiologe
- Martin, William H. (1931–1987), US-amerikanischer NSA-Überläufer
- Martin, William Harrison (1823–1898), US-amerikanischer Politiker
- Martin, William McChesney (1906–1998), US-amerikanischer Ökonom und Chef des Federal Reserve System (1951–1970)
- Martin, William Melville (1876–1970), kanadischer Politiker
- Martin, William, 1. Baron Martin († 1324), englischer Adliger
- Martin, William, 4. Baronet (1801–1895), britischer Admiral und Erster Seelord
- Martin, Willy J. (1921–2015), deutscher Zeitungsverleger
- Martin, Wim (* 1952), deutscher Autor und Dichter

### Martin, Wo
- Martin, Wolf (1948–2012), österreichischer Journalist
- Martin, Wolfgang (* 1952), deutscher Journalist
- Martin, Wolfram (* 1945), deutscher Autor von Naturbüchern